# Холмский детинец
Холмский детинец — укреплённая центральная часть древнерусского Холма (ныне — Хелм в Польше).
Холмский детинец был заложен в 1230-х годах галицко-волынским князем Даниилом Романовичем. Городище расположено на господствующей возвышенности (Высокая Горка) и состоит из двух укреплённых частей — детинца и окольного города. Прямоугольный детинец величиной 40 на 60 м был обнесён валом, а с северо-западной напольной стороны и рвом. Здесь же к детинцу примыкал окольный город, остатки укреплений которого видны на старинных планах города.
Памятник неоднократно исследовался учёными, в том числе в начале 1910-х годов Петром Покрышкиным и в 1960-х годах польскими археологами. В валу детинца обнаружены следы деревянных срубных конструкций и фундаменты каменной стены толщиной 2 м, которая, по-видимому, относилась к дворцовому комплексу — резиденции галицко-волынских князей. Культурный слой содержит отложения древнерусского (XII—XIII века) и более позднего времени. Помимо обломков гончарной посуды найдены стеклянные браслеты и различные железные предметы. Вскрыты фундаменты прямоугольной боевой башни волынского типа, стоявшей в центре детинца и предназначавшейся для кругового обстрела, а также церкви Иоанна Златоуста XIII века. Своды последней опирались на капители в виде человеческих голов, а двери покрывала резьба, исполненная «неким хытрецем Авдьем». Кроме того, летописец отметил, что окна церкви были «украшены стеклы римьскими», то есть витражами.
П. А. Раппопорт писал, что отсутствие угловых башен у Холмского детинца лишает его прямоугольную планировку военного смысла и позволяет предположить, что подобная форма была связана не с военными, а с чисто художественными и архитектурными задачами. По-видимому, каменный детинец должен был служить архитектурным продолжением княжеского дворца. Схожая схема имела место и у каменного замка Андрея Боголюбского в Боголюбове.
В 1259 году в Холмском детинце произошёл крупный пожар, о котором повествует летопись. Он уничтожил значительную часть имевшихся на тот момент сооружений, однако впоследствии на их месте были возведены новые, среди которых была Мариинская церковь.